# Corrente de deslocamento
No eletromagnetismo, a corrente de deslocamento é taxa de variação do fluxo do vetor deslocamento elétrico. Tem dimensão de corrente elétrica e, portanto, é expressa em amperes no Sistema Internacional de Unidades.

## Histórico
A ideia foi concebida por Maxwell em seu artigo Acerca das Linhas Físicas de Força, de 1861, em conexão com o deslocamento de partículas elétricas num meio dielétrico. Maxwell acrescentou a corrente de deslocamento ao termo da corrente elétrica na Lei de Ampère. Em seu artigo Teoria Dinâmica do Campo Eletromagnético, de 1861, Maxwell usa esta versão modificada da Lei de Ampère para deduzir a equação da onda eletromagnética. Esta dedução é aceita atualmente como um marco histórico da física, em virtude da unificação da eletricidade, magnetismo e ótica numa só teoria. Atualmente, o termo corrente de deslocamento é visto como um complemento crucial que completa as equações de Maxwell, e é necessário para explicar muitos fenômenos, principalmente a existência das ondas eletromagnéticas.

## Explicação
O campo deslocamento elétrico é definido como:
{\displaystyle {\boldsymbol {D}}=\varepsilon _{0}{\boldsymbol {E}}+{\boldsymbol {P}}\ }
onde:
ε0 é a permissividade do espaço livre
E é a intensidade do campo elétrico
P é a polarização do meio
Diferenciando esta equação em relação ao tempo, define-se a densidade de corrente de deslocamento que, portanto, se compõe de dois termos em um dielétrico:
{\displaystyle {\boldsymbol {J}}_{\boldsymbol {D}}=\varepsilon _{0}{\frac {\partial {\boldsymbol {E}}}{\partial t}}+{\frac {\partial {\boldsymbol {P}}}{\partial t}}\ .}
O primeiro termo do 2º membro está presente nos meios materiais e no espaço livre. Ele não implica necessariamente em qualquer movimento real das cargas, mas possui um campo magnético associado, tal como uma corrente devido a cargas em movimento. Alguns autores aplicam o termo corrente de deslocamento somente para essa contribuição.
O segundo termo do 2º membro está associado com a polarização das moléculas individuais do material dielétrico. A polarização ocorre quando as cargas das moléculas se movem um pouco sob a influência de um campo elétrico aplicado. As cargas positivas e negativas das moléculas se separam, causando um aumento do estado de polarização P. Um estado de polarização variável corresponde a um movimento de cargas e por isso é equivalente a uma corrente.
Esta polarização é a corrente de deslocamento, tal como foi originalmente definida por Maxwell. Maxwell não fez nenhum tratamento especial para o vácuo, tratando-o como um meio material. Para Maxwell, o efeito de P era simplesmente variar a permissividade relativa εr na relação D = εrε0 E.
A justificativa atual para a corrente de deslocamento é explicada abaixo.

### Dielétricos isotrópicos
No caso de um material dielétrico muito simples, a relação constitutiva é:
{\displaystyle {\boldsymbol {D}}=\varepsilon {\boldsymbol {E}}\ ,}
onde na permissividade ε = ε0 εr,
- εr é a permissividade relativa do dielétrico, e
- ε0 é a constante dielétrica.

Nesta equação, o uso de ε explica a polarização do dielétrico.
O valor escalar da corrente de deslocamento também pode ser expresso em termos do fluxo elétrico:
{\displaystyle I_{\mathrm {D} }=\varepsilon {\frac {\partial \Phi _{E}}{\partial t}}.}
As formas em termos de ε estão corretas apenas para materiais isotrópicos lineares. Mais geralmente, ε pode ser substituído por um tensor e pode depender do campo elétrico em si, e pode apresentar dependência temporal (dispersão).
Para um dielétrico isotrópico linear, a polarização P é dada por:
{\displaystyle {\boldsymbol {P}}=\varepsilon _{0}\chi _{e}{\boldsymbol {E}}=\varepsilon _{0}(\varepsilon _{r}-1){\boldsymbol {E}}}
onde χe é conhecido como a susceptibilidade elétrica do dielétrico. Note que:
{\displaystyle \varepsilon =\varepsilon _{r}\varepsilon _{0}=(1+\chi _{e})\varepsilon _{0}.}

## Necessidade da corrente de deslocamento
Seguem da corrente de deslocamento algumas implicações que concordam com a observação experimental e o requerimento da consistência lógica para a teoria do eletromagnetismo.

### Generalizando a lei circuital de Ampère

#### Corrente em capacitores

Capacitor sendo carregado e uma superfície cilíndrica imaginária ao redor da placa esquerda. A superfície da direita R encontra-se no espaço entre as placas, e a superfície da esquerda L está à esquerda da placa esquerda. Nenhuma corrente de condução entra na superfície cilíndrica R, enquanto que uma corrente I sai da superfície L. A consistência da lei de Ampère exige que uma corrente de deslocamento I_{D} = I flua através da superfície R.

Um exemplo que ilustra a necessidade da corrente de deslocamento surge em capacitores com nenhum meio entre as placas (espaço livre). Considere o capacitor da figura. O capacitor pertence a um circuito que transfere carga (por meio de um fio externo para o capacitor) da placa da esquerda para a placa da direita, carregando o capacitor e aumentando o campo elétrico entre suas placas. A mesma corrente que entra na placa da direita (digamos I) sai da placa da esquerda. Embora a corrente esteja fluindo através do capacitor, nenhuma carga real é transportada no vácuo entre suas placas. No entanto, existe um campo magnético entre as placas, como se uma corrente estivesse presente. A explicação é que uma corrente de deslocamento ID flui no vácuo, e esta corrente produz o campo magnético na região entre as placas, de acordo com a lei de Ampère:
{\displaystyle \oint _{C}\mathbf {B} \ {\boldsymbol {\cdot }}\ \mathrm {d} {\boldsymbol {\ell }}=\mu _{0}I_{D}\ }
onde
- {\displaystyle \oint _{C}} é a integral de linha em torno de uma curva fechada C qualquer.
- {\displaystyle \mathbf {B} } é o campo magnético em tesla.
- {\displaystyle {\boldsymbol {\cdot }}\ } é o produto interno.
- {\displaystyle \mathrm {d} {\boldsymbol {\ell }}} é um elemento infinitesimal (diferencial) da curva C (isto é, um vetor com intensidade igual ao comprimento do elemento de linha infinitesimal e direção dada pela tangente à curva C).
- {\displaystyle \mu _{0}\!\ } é a constante magnética, também chamada de permeabilidade do espaço livre.
- {\displaystyle I_{D}\!\ } é a corrente de deslocamento líquida que liga a curva C.

O campo magnético entre as placas é o mesmo que fora das placas, assim a corrente de deslocamento deve ser a mesma que a corrente de condução nos fios. Ou seja,
{\displaystyle I_{D}=I\ ,}
o que amplia a noção de corrente além de um mero transporte de cargas.
Mais ainda, essa corrente de deslocamento está relacionada ao carregamento do capacitor. Considere a corrente na superfície cilíndrica imaginária mostrada em torno da placa esquerda. Uma corrente, digamos I, sai pela superfície esquerda L do cilindro, mas nenhuma corrente de condução (nenhum transporte real de cargas) entra na superfície da direita R. Perceba que o campo elétrico E entre as placas aumenta à medida que o capacitor carrega. Isto é, da maneira descrita pela lei de Gauss, assumindo que não há dielétricos entre as placas:
{\displaystyle Q(t)=\varepsilon _{0}\oint _{\mathcal {S}}d\mathbf {\mathcal {S}} \ {\boldsymbol {\cdot }}\ {\boldsymbol {E}}(t)\ ,}
onde S refere-se à superfície cilíndrica imaginária. Supondo um capacitor de placas paralelas com campo elétrico uniforme, e desprezando os efeitos de franjas nas bordas das placas, a diferenciação fornece:
{\displaystyle {\frac {dQ}{dt}}={\mathit {I}}=\varepsilon _{0}\oint _{\mathcal {S}}d\mathbf {\mathcal {S}} \ {\boldsymbol {\cdot }}\ {\frac {\partial {\boldsymbol {E}}}{\partial t}}\approx -{S}\ \varepsilon _{0}{\frac {\partial E}{\partial t}}\ ,}
onde o sinal é negativo porque a carga sai dessa placa (a taxa é decrescente), e S é a área da face R. O campo elétrico na face L é nulo porque o campo devido à carga sobre a placa da direita é compensado pela carga igual e oposta sobre a placa da esquerda. Com a hipótese de um campo elétrico distribuído uniformemente dentro do capacitor, a densidade de corrente de deslocamento JD é determinada dividindo-se {\displaystyle I_{D}} pela área da superfície:
{\displaystyle J_{D}={\frac {I_{D}}{S}}=-{\frac {I}{S}}=\varepsilon _{0}{\frac {\partial E}{\partial t}}={\frac {\partial D}{\partial t}}\ ,}
onde I é a corrente que sai da superfície cilíndrica (que deve ser igual a -ID, já que a soma das duas correntes é nula) e JD é o fluxo de carga por unidade de área na superfície cilíndrica através da face R .
Combinando esses resultados, o campo magnético é encontrado usando a forma integral da lei de Ampère com uma escolha arbitrária do contorno, desde que o termo densidade de corrente de deslocamento seja acrescentado à densidade de corrente de condução (a equação de Ampère-Maxwell):
{\displaystyle \oint _{\partial S}{\boldsymbol {B}}\cdot d{\boldsymbol {\ell }}=\mu _{0}\int _{S}({\boldsymbol {J}}+\epsilon _{0}{\frac {\partial {\boldsymbol {E}}}{\partial t}})\cdot d{\boldsymbol {S}}\,}
Esta equação diz que a integral do campo magnético B em torno de um contorno ∂S é igual à integral da corrente J através de qualquer superfície que se apóia no contorno mais o termo corrente de deslocamento ε0 ∂E / ∂t através da superfície. Aplicando a equação de Ampère-Maxwell para a superfície S1, encontramos:
{\displaystyle B={\frac {\mu _{0}I}{2\pi r}}\,}
No entanto, a aplicação desta lei para a superfície S2, que é delimitada exatamente pela mesma curva {\displaystyle \partial S}, mas entre as placas, fornece:
{\displaystyle B={\frac {\mu _{0}I_{D}}{2\pi r}}\,}
Qualquer superfície que atravessa o fio tem uma corrente I o atravessando, assim a lei de Ampère fornece o campo magnético correto. Além disso, qualquer superfície limitada pelo mesmo contorno, mas que passa entre as placas do capacitor, não tem nenhuma carga fluindo através dela, mas o termo ε0 ∂E / ∂t fornece uma segunda fonte para o campo magnético além da corrente de condução. Por causa da corrente estar aumentando a carga sobre as placas do capacitor, o campo elétrico entre as placas está aumentando e a taxa de variação do campo elétrico fornece o valor correto para o campo B encontrado acima.

#### Formulação matemática
Sob uma perspectiva mais matemática, os mesmos resultados podem ser obtidos a partir das equações diferenciais subjacentes. Considere, por simplicidade, um meio não-magnético onde a permeabilidade magnética relativa é 1, e as complicações da corrente de magnetização estão ausentes. A corrente que sai de um volume deve ser igual à taxa de diminuição da carga dentro do volume. Em forma diferencial, a equação da continuidade torna-se:
{\displaystyle \nabla {\boldsymbol {\cdot J_{f}}}=-{\frac {\partial \rho _{f}}{\partial t}}\ ,}
onde o lado esquerdo é a divergência da densidade de corrente livre e o lado direito é a taxa de decréscimo da densidade de carga livre. No entanto, a lei de Ampère na sua forma original afirma que:
{\displaystyle {\boldsymbol {\nabla \times B}}=\mu _{0}{\boldsymbol {J}}_{f}\ ,}
o que implica que a divergência da corrente se anula, contradizendo a equação de continuidade. (O anulamento da divergência é uma conseqüência da identidade matemática que afirma que a divergência do rotacional é sempre nula). Essa contradição é removida com a adição da corrente de deslocamento, já que:
{\displaystyle {\boldsymbol {\nabla \times B}}=\mu _{0}\left({\boldsymbol {J}}+\varepsilon _{0}{\frac {\partial {\boldsymbol {E}}}{\partial t}}\right)=\mu _{0}\left({\boldsymbol {J}}_{f}+{\frac {\partial {\boldsymbol {D}}}{\partial t}}\right)\ ,}
e
{\displaystyle {\boldsymbol {\nabla \cdot }}\left({\boldsymbol {\nabla \times B}}\right)=0=\mu _{0}\left(\nabla \cdot {\boldsymbol {J}}_{f}+{\frac {\partial }{\partial t}}{\boldsymbol {\nabla \cdot D}}\right)\ ,}
que está de acordo com a equação da continuidade por causa da lei de Gauss:
{\displaystyle {\boldsymbol {\nabla \cdot D}}=\rho _{f}\ .}

### Propagação de ondas

Representação esquemática de uma onda eletromagnética linearmente polarizada que se propaga ao longo do eixo horizontal para a direita.

A corrente de deslocamento também leva à propagação de ondas tomando-se o rotacional da equação do campo magnético.
 Na situação particular em que não há polarização (P = 0), que ocorre no espaço livre, por exemplo, a corrente de deslocamento é:
{\displaystyle {\boldsymbol {J_{D}}}=\epsilon _{0}{\frac {\partial {\boldsymbol {E}}}{\partial t}}}
Substituindo esta forma de J na lei de Ampère, e assumindo que não há densidade de corrente ligada ou livre contribuindo para J:
{\displaystyle {\boldsymbol {\nabla \times B}}=\mu _{0}{\boldsymbol {J_{D}}}\ ,}
com o resultado:
{\displaystyle {\boldsymbol {\nabla \times }}\left({\boldsymbol {\nabla \times B}}\right)=\mu _{0}\epsilon _{0}{\frac {\partial }{\partial t}}{\boldsymbol {\nabla \times E}}\ .}
Porém,
{\displaystyle {\boldsymbol {\nabla \times E}}=-{\frac {\partial }{\partial t}}{\boldsymbol {B}}\ ,}
o que leva à equação da onda:
{\displaystyle -{\boldsymbol {\nabla \times }}\left({\boldsymbol {\nabla \times B}}\right)=\nabla ^{2}{\boldsymbol {B}}=\mu _{0}\epsilon _{0}{\frac {\partial ^{2}}{\partial t^{2}}}{\boldsymbol {B}}={\frac {1}{c^{2}}}{\frac {\partial ^{2}}{\partial t^{2}}}{\boldsymbol {B}}\ ,}
onde é feito o uso da identidade vetorial que vale para qualquer campo vetorial V(r, t):
{\displaystyle {\boldsymbol {\nabla \times }}\left({\boldsymbol {\nabla \times V}}\right)={\boldsymbol {\nabla }}\left({\boldsymbol {\nabla \cdot V}}\right)-\nabla ^{2}{\boldsymbol {V}}\ ,}
e o fato de que a divergência do campo magnético é nula. Uma equação de onda idêntica pode ser encontrada para o campo elétrico, tomando-se o rotacional:
{\displaystyle {\boldsymbol {\nabla \times }}\left({\boldsymbol {\nabla \times E}}\right)=-{\frac {\partial }{\partial t}}{\boldsymbol {\nabla \times }}{\boldsymbol {B}}=-\mu _{0}{\frac {\partial }{\partial t}}\left({\boldsymbol {J}}+\epsilon _{0}{\frac {\partial }{\partial t}}{\boldsymbol {E}}\right)\ .}
Se J, P e ρ são nulos (como no espaço livre), o resultado é:
{\displaystyle \nabla ^{2}{\boldsymbol {E}}=\mu _{0}\epsilon _{0}{\frac {\partial ^{2}}{\partial t^{2}}}{\boldsymbol {E}}={\frac {1}{c^{2}}}{\frac {\partial ^{2}}{\partial t^{2}}}{\boldsymbol {E}}\ .}
O campo elétrico pode ser expresso na forma geral:
{\displaystyle {\boldsymbol {E}}=-{\boldsymbol {\nabla }}\varphi -{\frac {\partial {\boldsymbol {A}}}{\partial t}}\ ,}
onde φ é o potencial elétrico (que pode ser escolhido de modo a satisfazer a equação de Poisson) e A é o potencial vetor. O termo ∇φ no lado direito vem da lei de Gauss, e este é o termo relevante para a conservação da carga, como argumentado acima. O segundo termo no lado direito é relevante para a equação da onda eletromagnética, porque é o termo que contribui para o rotacional de E. Por causa da identidade vetorial que diz que o rotacional do gradiente é zero, ∇φ não contribui para ∇×E.

## História e interpretação
A Corrente de Deslocamento de Maxwell foi postulada na parte III do seu paper 'On Physical Lines of Force'publicado em 1861.
Poucos tópicos tem causado maior confusão e mal-entendido na física moderna do que o conceito de Corrente de Deslocamento.
Isso é devido, em parte, ao fato de Maxwell ter usado o conceito de “sea of molecular vórtices” (oceano de vórtices moleculares) nas suas derivações matemáticas, enquanto as modernas publicações consideram o fato das correntes de deslocamento poderem existir no espaço livre.
As derivações de Maxwell não estão relacionadas com as derivações para as correntes de deslocamento no vácuo feitas hoje em dia, que são baseadas na consistência entre a Lei de Ampère para os campos magnéticos e a equação da continuidade para a carga elétrica.

O propósito de Maxwell é estabelecido por ele mesmo em (Part I, p. 161):
“I propose now to examine magnetic phenomena from a mechanical point of view, and to determine what tensions in, or motions of, a medium are capable of producing the mechanical phenomena observed.”

Eu proponho agora examinarmos o fenômeno magnético pela perspectiva mecânica e determinarmos em quais tensões ou movimentos um meio é capaz de produzir os fenômenos mecânicos observados.
Ele é cuidadoso ao apontar que o tratamento é uma analogia:
“The author of this method of representation does not attempt to explain the origin of the observed forces by the effects due to these strains in the elastic solid, but makes use of the mathematical analogies of the two problems to assist the imagination in the study of both.”

O autor deste método de representação não tenta explicar a origem das forças observadas pelos efeitos devidos a esses esforços nos sólidos elásticos, mas apenas faz uso de analogias matemáticas dos dois problemas para auxiliar na imaginação para o estudo de ambos.
Na parte III, em relação à corrente de deslocamento, ele diz:
“I conceived the rotating matter to be the substance of certain cells, divided from each other by cell-walls composed of particles which are very small compared with the cells, and that it is by the motions of these particles, and their tangential action on the substance in the cells, that the rotation is communicated from one cell to another.”

Eu concebi a matéria rotacional como sendo a substância de certas células, separadas umas das outras por paredes-celulares, compostas de partículas que são muito pequenas comparadas com as das células e que é pelo movimento dessas partículas e suas ações tangenciais na substância nas células, que a rotação é comunicada de uma célula para a outra.
Claramente Maxwell estava referindo-se à magnetização, apesar da mesma introdução falar nitidamente sobre a polarização dielétrica.
Maxwell concluiu, usando a equação de Newton para a velocidade do som (Lines of Force, Part III, equation (132)), que:
“Light consists of transverse undulations in the same medium that is the cause of electric and magnetic phenomena.”

A luz consiste em ondulações transversais no mesmo meio que é a causa dos fenômenos elétricos e magnéticos.

Mas, se bem que as citações acima apontem em direção à explanação do magnetismo para as correntes de deslocamento, por exemplo, foi baseando-se na divergência do rotacional da equação acima, que a explicação de Maxwell finalmente salientou a polarização linear dos dielétricos:
“This displacement...is the commencement of a current...The amount of displacement depends on the nature of the body, and on the electromotive force so that if h is the displacement, R the electromotive force, and E a coefficient depending on the nature of the dielectric:”

Este deslocamento... é o início de uma corrente... A quantidade de deslocamento depende da natureza do corpo e da força eletromotriz de modo que h é o deslocamento, R é a força eletromotriz e E um coeficiente que depende da natureza do dielétrico:
{\displaystyle R=-4\pi \mathrm {E} ^{2}h\ }
“and if r is the value of the electric current due to displacement”

e r é o valor da corrente elétrica devido ao deslocamento
{\displaystyle r={\frac {dh}{dt}}\ }
“These relations are independent of any theory about the mechanism of dielectrics; but when we find electromotive force producing electric displacement in a dielectric, and when we find the dielectric recovering from its state of electric displacement...we cannot help regarding the phenomena as those of an elastic body, yielding to a pressure and recovering its form when the pressure is removed.—Part III – The theory of molecular vortices applied to statical electricity , pp. 14–15”

Essas relações são independentes de qualquer teoria a respeito dos mecanismos dielétricos; mas quando encontramos forças eletromotrizes produzindo deslocamentos elétricos num dielétrico e quando encontramos dielétricos recuperando-se de seus estados de deslocamentos elétricos...nós não podemos encontrar apoio nos fenômenos como aqueles de um corpo elástico cedendo a uma pressão e recuperando sua forma quando a pressão é removida. .—Part III – The theory of molecular vortices applied to statical electricity , pp. 14–15
Com algumas mudanças dos símbolos (e unidades): r → J, R → −E e a constante do material  E−2 → 4π εrε0 essas equações tomam a forma familiar:

{\displaystyle J={\frac {d}{dt}}{\frac {1}{4\pi \mathrm {E} ^{2}}}{\mathit {E}}={\frac {d}{dt}}\varepsilon _{r}\varepsilon _{0}{\mathit {E}}={\frac {d}{dt}}{\mathit {D}}\ }
Quando veio a derivar a equação da onda eletromagnética desde a corrente de deslocamento em seu paper de 1865 A Dynamical Theory of the Electromagnetic Field, ele conseguiu contornar o problema da divergência não-zero associada com a Lei de Gauss e o deslocamento dielétrico pela eliminação do termo gaussiano e pela derivação da equação da onda exclusivamente pelo vetor do campo magnético solenoidal.
A ênfase de Maxwell na polarização desviou a atenção em direção aos circuitos elétricos capacitivos e levou à crença comum de que Maxwell concebeu a corrente de deslocamento de tal forma a manter a conservação da carga num circuito elétrico capacitivo.
Há uma variedade de noções sobre os pensamentos de Maxwell susceptíveis a debates, indo desde seu suposto desejo de aperfeiçoar a simetria das equações de campo até o desejo de encontrar compatibilidade com a equação da continuidade.
Veja Nahin, Stepin, e outras referências históricas em Lista de Referência.

### Artigos de Maxwell
- On Faraday's Lines of Force Maxwell's paper of 1855
- Maxwell's paper of 1861
- A Dynamical Theory of the Electromagnetic Field  Maxwell's paper of 1864